# Kräftsmör
Kräftsmör kallas kokt hepatopancreas hos kräftor och är en gul grynig sammanhållande massa, som sitter strax bakom huvudet av den kokta kräftan. Hepatopancreas är den körtel som motsvarar lever och bukspottkörtel hos däggdjur och är till för att främja matsmältningen. Storleken på hepatopancreas, och därmed kräftsmöret, är olika på olika individer och lokaliseras direkt bakom kräftans magsäck.
Som ett resultat av hepatopancreas funktion kan "smöret" innehålla höga halter av miljögifter, så som det hälsovådliga grundämnet bly.